# Vikingahallen
Vikingahallen är en idrottshall i Märsta i Sigtuna kommun och hemmaarena för handbollsklubben Skånela IF. 
Anläggningen är uppdelad i två fullmåtts idrottshallar, en A-hall 20x40 meter med läktare för ca 600 personer och en B-hall 20x40 meter som används som träningshall. I byggnaden finns också flera omklädningsrum, gym, kiosk/cafeteria, kansli och flera arbetsrum.
Anläggningarna används också av Arlandagymnasiet som gymnastiksalar.